# Joseph Wauters
Charles Henri Joseph Wauters (Roost-Krenwik, 8 novembre 1875 – Uccle, 30 giugno 1929) è stato un politico belga socialista.

## Biografia
Ha conseguito un dottorato in fisica e chimica presso l'Università di Liegi ed è diventato professore. Tuttavia, presto si interessò alle condizioni di vita della classe operaia e, tra le altre cose, fondò un primo dispensario anti-tubercolosi. Inoltre, è stato massone.
Come membro del Partito Operaio Belga, iniziò una carriera parlamentare e sedette alla Camera dei rappresentanti dal 1908 al 1912 e dal 1914 al 1929 per l'arrondissement di Huy-Waremme. Divenne anche ministro dell'industria, del lavoro (1918-1921) e dell'industria, del lavoro e della previdenza sociale (1925-1927). Nel 1910 divenne direttore del giornale socialista "Le Peuple".
Durante la prima guerra mondiale svolse attività di spionaggio per l'esercito belga e nord-francese; per questo fu nominato Ufficiale della Legion d'Onore in Francia nel 1919. Come ministro dell'industria, del lavoro nel primo governo del dopoguerra, emanò, tra le altre cose, una serie di leggi relative al lavoro femminile e minorile. I suoi risultati più importanti furono la legge sulla pensione di vecchiaia e la legge sulla giornata lavorativa di otto ore, che fu votata il 14 giugno 1921, per la quale fu congratulato dal re Alberto I e votò molte altre riforme sociali.
Massone, fu membro della loggia di Liegi "La Parfaite Intelligence et l'Etoile Réunies", del Grande Oriente del Belgio.

## Opere scritte
Oltre alle sue attività politiche, è anche autore di libri come Le Congo du travail nel 1924 e L'enseignement professionnel en Belgique : série de conférences faites à la Maison du Livre nel 1922.